# Challenger de Braunschweig 2017
El torneo Sparkassen Open 2017 fue un torneo profesional de tenis. Perteneció al ATP Challenger Series 2017. Se disputó en su 24ª edición sobre superficie tierra batida, en Braunschweig, Alemania entre el 10 al el 15 de mayo de 2017.

## Jugadores participantes del cuadro de individuales
| Favorito | País                  | Jugador             | Rank1 | Posición en el torneo |
| -------- | --------------------- | ------------------- | ----- | --------------------- |
| 1        | Bandera de Argentina  | Horacio Zeballos    | 52    | Primera ronda, retiro |
| 2        | Bandera de Brasil     | Thomaz Bellucci     | 55    | Primera ronda         |
| 3        | Bandera de Brasil     | Rogério Dutra Silva | 69    | Primera ronda         |
| 4        | Bandera de Argentina  | Carlos Berlocq      | 80    | Segunda ronda         |
| 5        | Bandera de Japón      | Taro Daniel         | 92    | Primera ronda         |
| 6        | Bandera de Eslovaquia | Norbert Gombos      | 93    | Segunda ronda         |
| 7        | Bandera de Alemania   | Dustin Brown        | 97    | Primera ronda         |
| 8        | Bandera de Argentina  | Guido Pella         | 99    | Primera ronda         |

- 1 Se ha tomado en cuenta el ranking del 3 de julio de 2017.

### Otros participantes
Los siguientes jugadores recibieron una invitación (wild card), por lo tanto ingresan directamente al cuadro principal (WC):
- Daniel Altmaier
- Yannick Maden
- Louis Wessels
- Horacio Zeballos

Los siguientes jugadores ingresan al cuadro principal tras disputar el cuadro clasificatorio (Q):
- Nicola Kuhn
- Axel Michon
- Gonçalo Oliveira
- George von Massow

## Campeones

### Individual Masculino
- Nicola Kuhn derrotó en la final a  Viktor Galović, 2–6, 7–5, 4–2 ret.

### Dobles Masculino
- Julian Knowle /  Igor Zelenay derrotaron en la final a  Kevin Krawietz /  Gero Kretschmer, 6–3, 7–6(3)